# У Шаоцун
У Шаоцу́н (кит. упр. 吴少聪, пиньинь Wú Shàocōng; род. 20 марта 2000, Чжэнчжоу) — китайский футболист, защитник турецкого «Истанбул Башакшехир» и сборной Китая, выступающий на правах аренды за «Радомяк».

## Клубная карьера
У — воспитанник клубов «Бэйцзин ФА», «Бэйцзин Энтерпрайзес» и «Симидзу С-Палс». В феврале 2019 года Шаоцун вернулся в Китай подписав контракт с клубом «Гуанчжоу» и был отдан в аренду японскому «Киото Санга». В составе последнего не выходил на поле в составе основной команды и по окончании аренды вернулся в «Гуанчжоу». 1 декабря 2019 года в матче против «Шанхай Шэньхуа» он дебютировал в китайской Суперлиге. 
В январе 2023 года У стал игроком турецкого клуба «Истанбул Башакшехир» и подписал двухлетний контракт. 17 мая в матче против «Умраниеспора» Шаоцун дебютировал в турецкого Суперлиге. 
В июле 2023 года защитник на правах аренды перешёл в клуб первого дивизиона Турции «Генчлербирлиги». 13 августа в матче против «Умраниеспора» У дебютировал в составе нового клуба. 24 сентября в поединке против «Бандырмаспор» защитник получил прямую красную карточку и дисквалифицирован на два матча.  
В сентябре 2024 года польский клуб «Радомяк» договорился с «Истанбул Башакшехир» о аренде У до конца сезона. После нескольких недель ожидания для получения разрешения на работу подписание У было подтверждено 17 октября.  

## Международная карьера
24 июля 2022 года в матче чемпионата Восточной Азии по футболу против Японии Ву дебютировал в национальной сборной Китая.
| Матчи У Шаоцуна за сборную Китая | Матчи У Шаоцуна за сборную Китая | Матчи У Шаоцуна за сборную Китая | Матчи У Шаоцуна за сборную Китая | Матчи У Шаоцуна за сборную Китая | Матчи У Шаоцуна за сборную Китая | Матчи У Шаоцуна за сборную Китая |
| №                                | Дата                             | Оппонент                         | Счёт                             | Голы                             | Карточки                         | Соревнование                     |
| -------------------------------- | -------------------------------- | -------------------------------- | -------------------------------- | -------------------------------- | -------------------------------- | -------------------------------- |
| 1                                | 24 июля 2022                     | Япония                           | 0:0                              | —                                | —                                | Чемпионат Восточной Азии         |
| 2                                | 27 июля 2022                     | Гонконг                          | 1:0                              | —                                | —                                | Чемпионат Восточной Азии         |
| 3                                | 26 марта 2023                    | Новая Зеландия                   | 2:1                              | —                                | —                                | Товарищеский матч                |
| 4                                | 10 октября 2023                  | Вьетнам                          | 2:0                              | —                                | —                                | Товарищеский матч                |
| 5                                | 16 октября 2023                  | Узбекистан                       | 1:2                              | —                                | —                                | Товарищеский матч                |

Итого: 5 игр / 0 голов; 2 победы, 1 ничья, 2 поражения